# Mágiaügyi Minisztérium
A Mágiaügyi Minisztérium Harry Potter világában az egyes államok varázslótársadalmának hatalmi központja, mely (bár a neve ezt sugallná) nem része a mugli kormányzatnak. Bővebb információnk csak a brit minisztériumról van, a továbbiakban erről lesz szó. A minisztérium élén a miniszter áll, aki nemcsak a végrehajtó hatalom feje, hanem a törvényhozásban és az igazságszolgáltatásban is részt vesz: rendeleteket alkot és bírósági tárgyalásokon elnököl. Megválasztásának módjáról nincs információnk.
A brit mágiaügyi minisztérium székhelye London belvárosában van, elrejtve a muglik elől. Többféleképpen is meg lehet közelíteni: az átriumban lévő kandallókon át, hopp-port használva, illetve a látogatói bejáraton át, amely egy egyszerű telefonfülkének van álcázva. A hetedik részben a dolgozók egy nyilvános WC-ből jutnak be az épületbe.
Az érkezőket az átrium közepén elhelyezkedő szökőkút, a Mágikus Testvériség kútja fogadja. A szökőkutat öt aranyszobor alkotja: egy varázsló, egy boszorkány, egy kentaur, egy kobold és egy házimanó. A három varázslény rajongó tekintettel néz a két emberalakra. A szökőkút az ötödik kötet végén, a harcban tönkremegy. A szökőkútba bedobált pénzekkel a Szent Mungo Varázsnyavalya- és Ragálykúráló Ispotályt támogatják.
A liftekhez, ami a minisztérium alosztályaihoz vezet, el kell haladni a Biztonsági Őrszolgálat előtt, ahol megvizsgálják a pálcákat, hogy a minisztériumban ne lehessen átkot, rontást küldeni egymásra.

## A Mágiaügyi Minisztérium szintjei
Az épület szintjei a föld alatt helyezkednek el, így az ablakokon át látható időjárás a Mágikus Gondnokság munkájának eredménye. Az egyes szintek elrendezése a következő:
- 10. szint: tárgyalótermek[8]
- 9. szint: Rejtély- és Misztériumügyi Főosztály: Idő Kamra, Próféciák Terme, Halál Kamra, Agy Szoba, Bolygó Szoba, Zárt Szoba, Kísérleti Bűbájok Bizottsága
- 8. szint: átrium, Recepció, Biztonsági Őrszolgálat, Liftek, Mágikus Testvériség Kútja, Mágikus Gondnokság[6]
- 7. szint: Varázsjátékok és Mágikus Sportok Főosztály: Brit-Ír Kviddicsliga Központi Irodája, Nemzeti Köpkő Klub, Bizarr Találmányok Szabadalmi Hivatala[9]
- 6. szint: Mágikus Közlekedésügyi Főosztály: Hop Hálózati Felügyelet, Seprű-ellenőrzési Hivatal, Zsupszkulcs Felügyelet, Hoppanálási Vizsgaközpont[9]
- 5. szint: Nemzetközi Máguskapcsolatok Főosztálya: Nemzetközi Varázskereskedelmi Felügyelőtestület, Nemzetközi Varázsjogi Hivatal, Mágusok Nemzetközi Szövetségének Brit Tagozata[9]
- 4. szint: Varázslény-Felügyeleti Főosztály: Bestia tagozat, Mágus-Kentaur Kapcsolatok Hivatala, Veszélyes Lények Likvidálását Jóváhagyó Bizottság, Vérfarkas Nyilvántartó- és Befogó Egység, Sárkányügyi Kutató- és Ellenőrző Központ; Értelmes Lény tagozat, Mágus-Kobold Kapcsolatok Hivatala, Házimanók Áttelepítése Részleg, Vérfarkassegítő Iroda; Szellem tagozat; Kártevőügyi Tanácsadó Iroda[7]
- 3. szint: Mágikus Balesetek és Katasztrófák Főosztálya: Varázsbaj-elhárító Osztag, Amneziátor Parancsnokság, Muglimagyarázat Szerkesztő Bizottság, Félrevezetési Ügyosztály, Mágus-Mugli Kapcsolatok Hivatala[7]
- 2. szint: Varázsbűn-üldözési Főosztály: Auror Parancsnokság, Varázsbűn-üldözési Kommandó; Wizengamot Végrehajtási Szolgálat, Hamis Védővarázsok és Önvédelmi Eszközök Felkutatása és Elkobzása Ügyosztály, Mugli Tárgyakkal Való Visszaélési Ügyosztály, Mugliivadék-ellenőrző Bizottság; Varázshasználati Főosztály, Mágiai Vizsgahivatal, Tárgybűvölésügyi Ellenőrző és Nyilvántartó Hivatal, Animágus Nyilvántartó Iroda[9]
- 1. szint: Miniszteri Hivatal: mágiaügyi miniszter, Miniszteri Hivatal államtitkára, miniszteri tanácsos, Miniszteri Titkárság

## Mágiaügyi miniszterek listája
A mágiaügyi miniszter vezeti a Mágiaügyi Minisztériumot, melynek számos feladata van. Elsődleges, hogy a muglik elől eltitkolják a varázslótársadalom létezését. A mágiaügyi miniszter vezeti a teljes varázslótársadalmat, akárcsak a mugli világ elnökei az övékét.
- Ulic Gamp 1707–1718[10]
- Damocles Rowle 1718–1726[10]
- Perseus Parkinson 1726–1733[10]
- Eldritch Diggory 1733–1747[10]
- Albert Boot 1747–1752[10]
- Basil Flack 1752[10]
- Hesphaestus Gore 1752–1770[10]
- Maximilian Crowdy 1770–1781[10]
- Porteus Knatchball 1781–1789[10]
- Unctuous Osbert 1789–1798[10]
- Artemisia Lufkin 1798–1811[10]
- Grogan Stump 1811–1819[10]
- Josephina Flint 1819–1827[10]
- Ottaline Gambol 1827–1835[10]
- Radolphus Lestrange 1835–1841[10]
- Hortensia Milliphutt 1841–1849[10]
- Evangelina Orpingfran 1849–1855[10]
- Priscilla Dopant 1855–1858[10]
- Dugald McPhil 1858–1865[10]
- Faris Spavin 1865–1903[10]
- Venusia Crickerly 1903–1912[10]
- Archer Evermande 1912–1923[10]
- Lorcan McLaird 1923–1925[10]
- Hector Fawley 1925–1939[10]
- Leonard Spencer-Moon 1939–1948[10]
- Wilhelmina Tuft 1948–1959[10]
- Ignatius Tuft 1959–1962[10]
- Nobby Leach 1962–1968[10]
- Eugenia Jenkins 1968–1975[10]
- Harold Minchun 1975-1980[10]
- Millicent Bagnold 1980–1990[10]
- Cornelius Caramel 1990–1996[10]
- Rufus Scrimgeour 1996–1997[10]
- Pius Thicknesse (1997–1998)[10]
- Kingsley Shacklebolt (1998[10]–2019?[forrás?])
- Hermione Jean Granger (2019?–2024)[forrás?]

## Wizengamot
A Mágiaügyi Minisztériumban székel a Wizengamot, a varázslók legfelsőbb bírósága. Ismert Wizengamot-tagok: Amelia Bones, Cornelius Caramel, Griselda Marchbanks, Tiberius Ogden, Bartemius Kupor, Dolores Jane Umbridge.
Korábban Albus Dumbledore is tagja, sőt főmágusa volt.

## Varázsló Tanács
A Varázsló Tanács a mágiaügyi minisztérium elődjének számít. Feloszlásáig a Tanács és annak elnöke vezette a Varázslótársadalmat.
Varázslótanács Elnökei:
- Barberus Brutte (1269 körül) – Ő terjesztette el a Kviddics játékban a Golden Snidget-et, miután egy meccs alkalmával 150 galleont ajánlott fel annak a játékosnak aki elkapja a madarat. A 150 galleon emlékére ér ma az Aranycikesz elkapása 150 pontot.
- Burdock Muldoon (1448-1450)
- Elfrida Clagg – Ő nyilvánította a Golden Snidgetet védett madárrá.